# Grinch (film)
Grinch (v originále anglicky Dr. Seuss' How the Grinch Stole Christmas) je americký rodinný film z roku 2000. Režisérem filmu je Ron Howard. Hlavní role ve filmu ztvárnili Jim Carrey, Jeffrey Tambor, Christine Baranski, Bill Irwin a Molly Shannon.

## Ocenění
Film získal Oscara za nejlepší kostýmy. Nominován byl ještě na jednu sošku. Film byl nominován i na jednu cenu BAFTA a jeden Zlatý glóbus.

## Obsazení
| Jim Carrey         | Grinch     |
| Jeffrey Tambor     | starostník |
| Christine Baranski | Martha     |
| Bill Irwin         | Ludva      |
| Molly Shannon      | Blažena    |
| Taylor Momsen      | Cindy      |
| Kelley             | Max        |
| Clint Howard       | Kdobris    |
| Mindy Sterling     | Clarnella  |
| Anthony Hopkins    | vypravěč   |

### Dabing českého znění
| Boris Rösner        | Grinch     |
| Jiří Plachý         | starostník |
| Miriam Chytilová    | Martha     |
| Luděk Čtvrtlík      | Ludva      |
| Sylva Sequensová    | Blažena    |
| Martina Holomčíková | Cindy      |
| Marek Libert        | Kdobris    |
| Helena Dytrtová     | Clarnella  |
| Zdeněk Svěrák       | vypravěč   |